# Alloclubionoides bifidus
Alloclubionoides bifidus är en spindelart som först beskrevs av Paik 1976.  Alloclubionoides bifidus ingår i släktet Alloclubionoides och familjen mörkerspindlar. Inga underarter finns listade i Catalogue of Life.